# We Don't Need Another Hero (Thunderdome)
We Don't Need Another Hero (Thunderdome) è una canzone di Tina Turner del 1985. Fu scelta come tema portante del film di fantascienza post apocalittica Mad Max - Oltre la sfera del tuono di George Miller.
Scritta da Terry Britten e Graham Lyle, la canzone fu registrata da Tina Turner, che nel film interpretava anche il ruolo di Aunty Entity.
Il brano fu pubblicato all'apice del successo di Tina Turner, sulla scia del successo dell'album più volte disco di platino Private Dancer. Il tema del brano è principalmente un inno contro la guerra e la violenza. La versione utilizzata durante il film differisce da quella pubblicata su album e singolo per lunghezza.
La canzone ricevette una candidatura ai Golden Globe nella categoria "miglior canzone originale" nel 1986 ed ai Grammy Award nella categoria "Miglior performance femminile pop".

## Video
Il video prodotto per il brano è generalmente riconosciuto come uno dei più noti della Turner. Nel video la cantante, nei panni del personaggio di Aunt Entity, interpreta il brano in un ambiente oscuro in cui lei è posta su un piedistallo illunimato dal basso. Mentre lei canta, alle sue spalle vengono mostrate alcune sequenze del film. Nell'ultima parte del video il sassofonista Tim Capello ed un coro di bambini accompagnano la Turner. Il video è diretto da George Miller, lo stesso regista del film.
Il video ricevette una nomination agli MTV Video Music Award come "Miglior video femminile".

## Tracce
7" Single
1. We Don't Need Another Hero (Thunderdome) - 4:15
2. We Don't Need Another Hero (Thunderdome) (strumentale) - 4:41

12" Single
1. We Don't Need Another Hero (Thunderdome) (Extended Mix) - 6:06
2. We Don't Need Another Hero (Thunderdome) (Instrumental - Re-Mixed Dub Version) - 6:28

## Versioni e remix
- 7" Edit - 4:16
- 7" Instrumental - 4:41
- 12" Extended Mix (Soundtrack album version) - 6:07
- 12" Dub Mix (Soundtrack instrumental version) - 6:30

## Classifiche

### Classifiche settimanali
| Classifica (1985)                | Posizione massima |
| -------------------------------- | ----------------- |
| Australia                        | 1                 |
| Austria                          | 2                 |
| Belgio (Fiandre)                 | 3                 |
| Canada                           | 1                 |
| Finlandia                        | 4                 |
| Francia                          | 3                 |
| Germania                         | 1                 |
| Irlanda                          | 2                 |
| Italia                           | 2                 |
| Norvegia                         | 2                 |
| Nuova Zelanda                    | 2                 |
| Paesi Bassi                      | 7                 |
| Regno Unito                      | 3                 |
| Spagna                           | 1                 |
| Stati Uniti                      | 2                 |
| Stati Uniti (adult contemporary) | 3                 |
| Stati Uniti (R&B)                | 3                 |
| Sudafrica                        | 9                 |
| Svezia                           | 4                 |
| Svizzera                         | 1                 |

### Classifiche di fine anno
| Classifica (1985) | Posizione |
| ----------------- | --------- |
| Australia         | 20        |
| Austria           | 11        |
| Belgio (Fiandre)  | 10        |
| Canada            | 12        |
| Germania          | 6         |
| Italia            | 17        |
| Nuova Zelanda     | 24        |
| Paesi Bassi       | 33        |
| Spagna            | 14        |
| Stati Uniti       | 57        |
| Svizzera          | 6         |

## Cover
- "Weird Al" Yankovic ha spesso interpretato dal vivo, benché non l'abbia mai registrata una parodia dal titolo We Won't Eat Another Hero.
- Francesca Pettinelli ha eseguito una reinterpretazione della canzone e l'ha inserita nell'album Dance with Francesca
- Shirley Bassey ne ha registrato una cover nell'album del 1995 Shirley Bassey Sings The Movies.
- Jane Child ne ha registrato una cover nel 2004 dal titolo Beyond Thunderdome (We Don't Need Another Hero).
- La cantante svedese Regina Lund ha registrato una cover in stile ballad del brano per l'album Year Zero del 2000.
- Il gruppo Symphonic Metal Northern Kings la ha registrata per l'album di debutto, Reborn